# Can Gruart
|  | Per a altres significats, vegeu «masia de Can Gruart». |

Can Gruart és una masia a Vilablareix (al Gironès) protegida com a bé cultural d'interès local. Aquesta masia és utilitzada actualment com a centre cultural. Els afegits posteriors s'han integrat de manera respectuosa dins el conjunt original.
La masia és de planta rectangular, possiblement del segle xvii. Es constitueix de planta baixa, pis i golfes, destacant el gran portal adovellat. A l'angle sud-est hi ha la torre defensiva, integrada parcialment en el volum de la masia. A l'est s'hi adossa un cobert i per la part nord del mas existeixen altres construccions. Tot el conjunt ha sofert una important rehabilitació (2010) que ha amagat els paraments originals. A la masia, les finestres de la planta baixa i pis, de bracals rectes però amb reminiscències del gòtic tardà d'acord amb la decoració de fals arc conopial, possiblement disposaven d'espitllera sota l'ampit.
La torre ben probablement era exempta de qualsevol edifici i possiblement es tracta de l'edifici originari del mas. Actualment també molt reformada, no permet veure els seus paraments originals i possibles defenses, perdent gran part del valor. És de planta quadrada, aproximadament de 4 metres de costat, de planta baixa i dos pisos. A la façana sud-est, a la planta baixa hi ha una finestra de permòdols i al tercer pis una finestra similar a les de la façana de la masia, sense el relleu d'arc conopial, però espitllerada. A la façana occidental, al primer pis, hi ha una finestra també amb el relleu d'arc conopial, espitllerada. És probable que la torre, anterior a la masia, hagi estat reformada en el moment de construcció de l'habitatge.